# Josef Sodomka
Josef Sodomka (7. června 1904 Vysoké Mýto – 9. února 1965 Vysoké Mýto) byl československý podnikatel, designér a majitel společnosti Sodomka, výrobce užitkových i luxusních automobilových karoserií.

## Mládí
Otec Josefa Sodomky založil v roce 1896 firmu J. Sodomka, která vyráběla především kočáry. Mladý Josef Sodomka odešel studovat odbornou karosářskou školu v Kašperských Horách a poté pracoval v automobilce Laurin & Klement. V roce 1925 se vrátil do upadající firmy svého otce a přetransformoval výrobní program z kočárů na výrobu automobilových karoserií. V roce 1928 započal ve firmě také s výrobou autobusových karoserií.

## Vlastníkem firmy

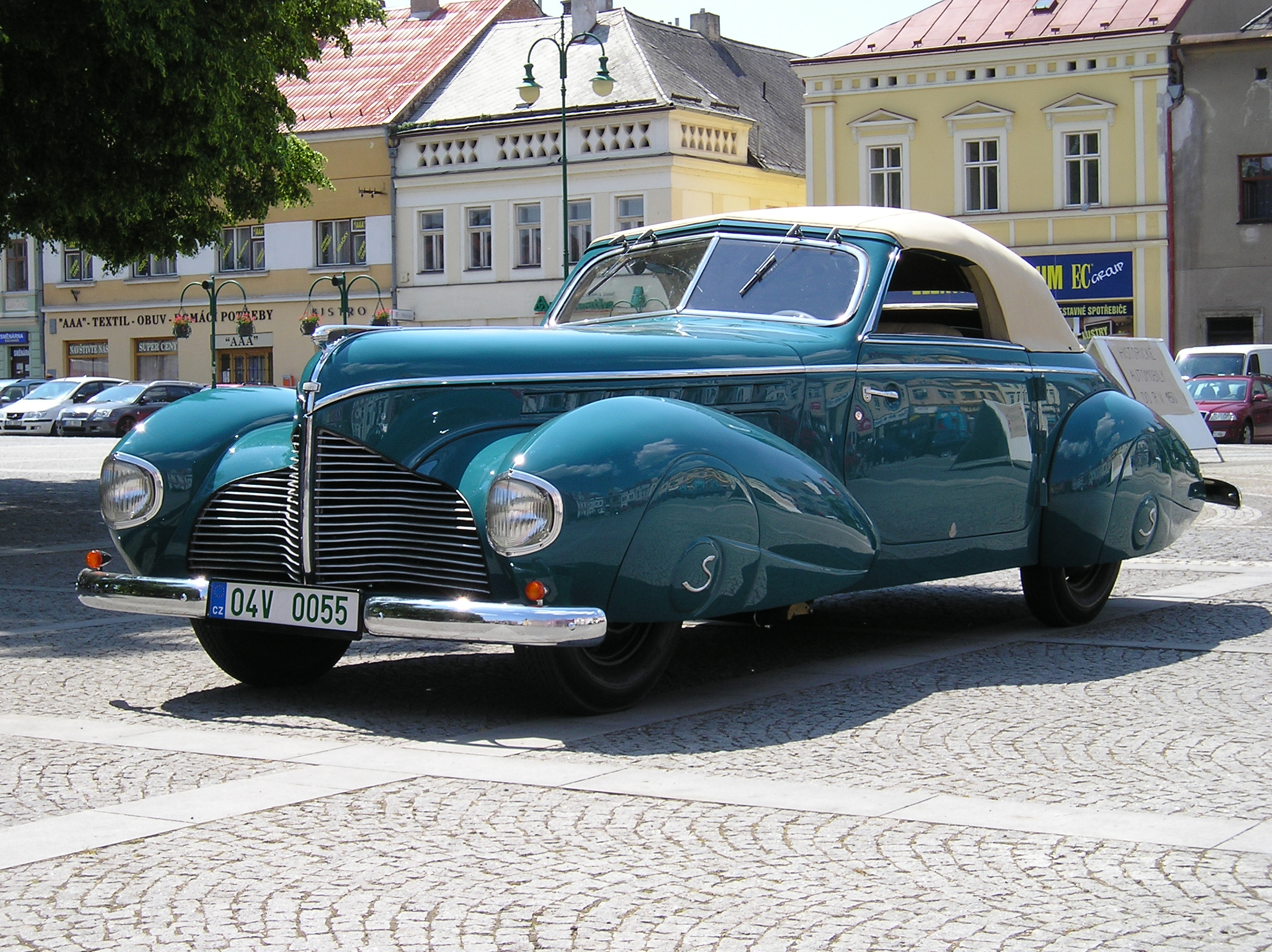
Aero 50 Dynamik z roku 1940, nejznámější karoserie z firmy Josefa Sodomky

Ve 30. letech 20. století odkoupil firmu od svého otce a oženil se s Marií Hondlovou. V této době se stal výhradním dodavatelem karoserií pro Ministerstvo železnic, rovněž získal mnoho zakázek pro Československé státní dráhy. Především však vyráběl luxusní karoserie na zakázku a to i pro významné osobnosti tehdejší doby, jako byla manželka prezidenta Edvarda Beneše, Hana Benešová, dále Jan Werich, Dr. Adolf Schwarzenberg, Mikuláš Bubna z Litic, Osvald Kosek a jiní.

## Znárodnění firmy a poslední etapa života

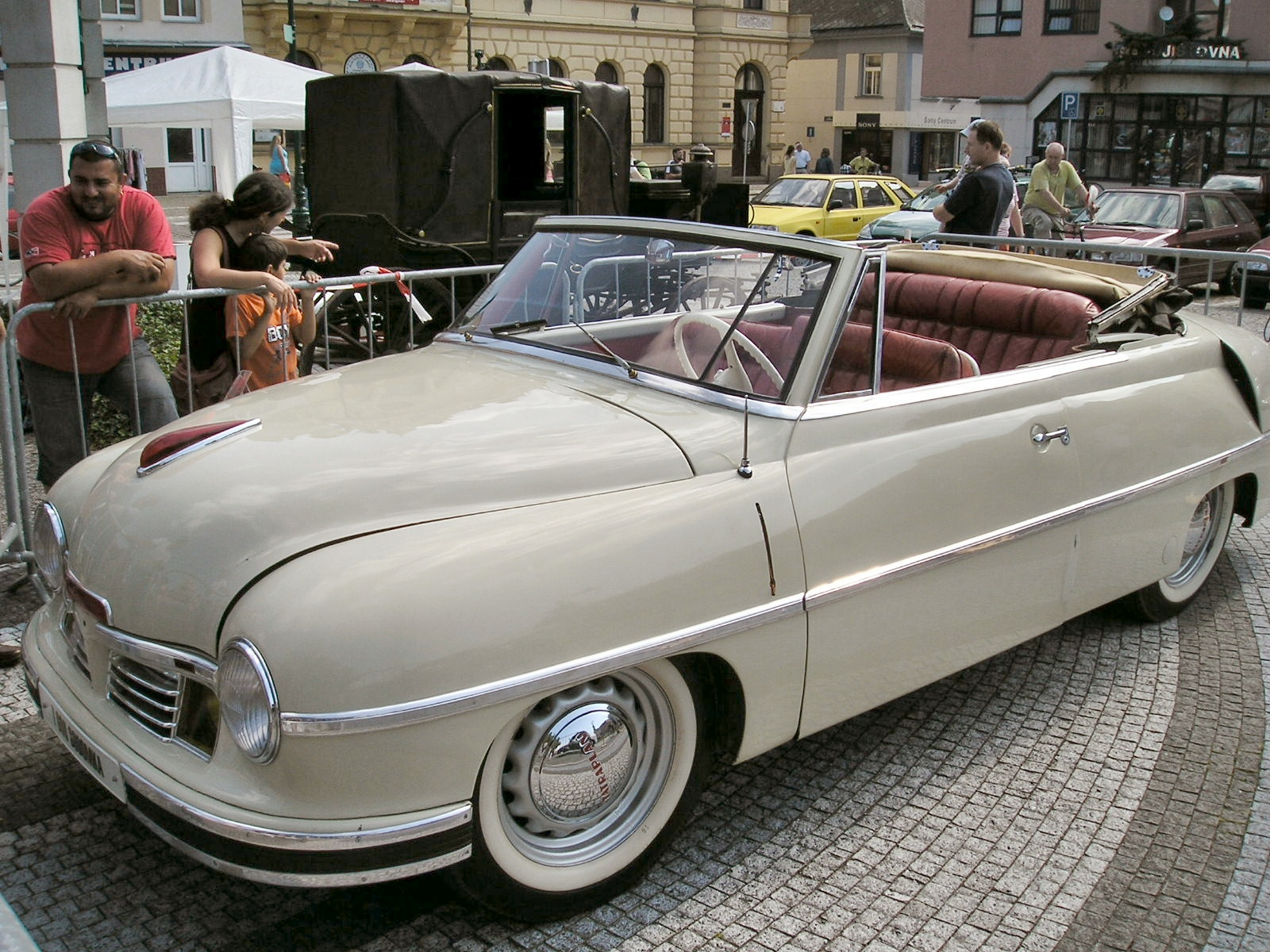
Automobil Tatra 600 kabriolet, který byl po znárodnění firmy Josefa Sodomky darován J. V. Stalinovi k narozeninám

Po únoru 1948 byla firma Josefa Sodomky znárodněna a přeměněna v národní podnik Karosa. Josef Sodomka se stal ředitelem. V roce 1950 byl však zatčen a odsouzen na 3 roky. Po propuštění pracoval ve firmě LIAZ v Mnichově Hradišti jako konstruktér a zkušební technik. Z Vysokého Mýta dojížděl do Mnichova Hradiště plátěným Velrexem. Zemřel na onemocnění ledvin dne 9. února 1965. Pohřben byl v rodinné hrobce na městském hřbitově ve Vysokém Mýtě.